# Псалтир на Димитър
Псалтирът на Димитър (Псалтирът на Димитър Олтарник) е глаголически ръкопис, открит през 1975 г. в Синайския манастир „Св. Екатерина“. Съхранява се в библиотека на същия манастир под сигнатура 3/N. Книгата е цялостно запазена, съдържа общо 145 пергаментни листа с размер 135х110 мм и е с оригинална подвързия. Паметникът се датира към 12 – 13 век; според Тарнанидис – към 12 век., а според Боряна Велчева към XI в.

## Име на паметника
Издателят на описа на новооткритите синайски ръкописи Йоанис Тарнанидис го нарича „Псалтир на Димитри Олтарник“ въз основа на приписката на лист 1 а, където след израза    (азъ дъмтръ грешникъ) следва начало на дума, която не е запзена изцяло: (...) и се разчита предполагаемо като ол(тарьникъ). На лист 141б името Димитър се повтаря: азъ дмтръи писахъ се.

## Образец от текста
| : . : | Тебе м(о)лѫ г(оспод)и ис(оусе) хр(и)сте вседръж етилоу: да отъпоустиши всѧ грѣхъи моѩ: прѣжде даже не оумрѫ: и да не порадоуетъ сѧ оумъ нев(о)лъ мои: и тебе м(о)л ѫ с(вѧ)тъи петре: иже дръжиш и ключь ц(а)р(ь)ствоу неб(е)сноум оу. И да ми раздрѣши грѣхъи моеи на земи и даждъ ми г(оспод)и ис(оусе) хр(ист)е крѣпостъ с(ъ) н(е)б(е)се да побѣждѫ диѣвола в ъдъщаго и борѧща сѧ съ мноѭ: (лист 144б) |
| : :   | Егда дѧсны гнъ ѭтъ: то чѧбръ но корѧнъе съте ръ насипаи: (лист 141б) |
| : :   | Егда кашълетъ чл(о)в(ѣ)къ то оманъ варивъ ше вь винѣ: и: чаи волиѣти да единѫ испъетъ: (лист 141в) |

## Издание
Psalterium Demetrii Sinaitici et Folia medicinalia (Monasterii s. Catharinae codex slavicus NF 3). Editio critica. Praeparaverunt Henricus Miklas, Catharina Maria MacRobert, Andreas N. Sobolev, Dana Hürner, adiuvantibus Melania Gau et Floriano Wandl cum dissertationibus aliorum auctorum sub redactionae Henrici Miklas, Catharinae Mariae MacRobert, Andreae N. Sobolev. Wien: Holzhausen, 2021. 540 S.